# Paul Willard Merrill

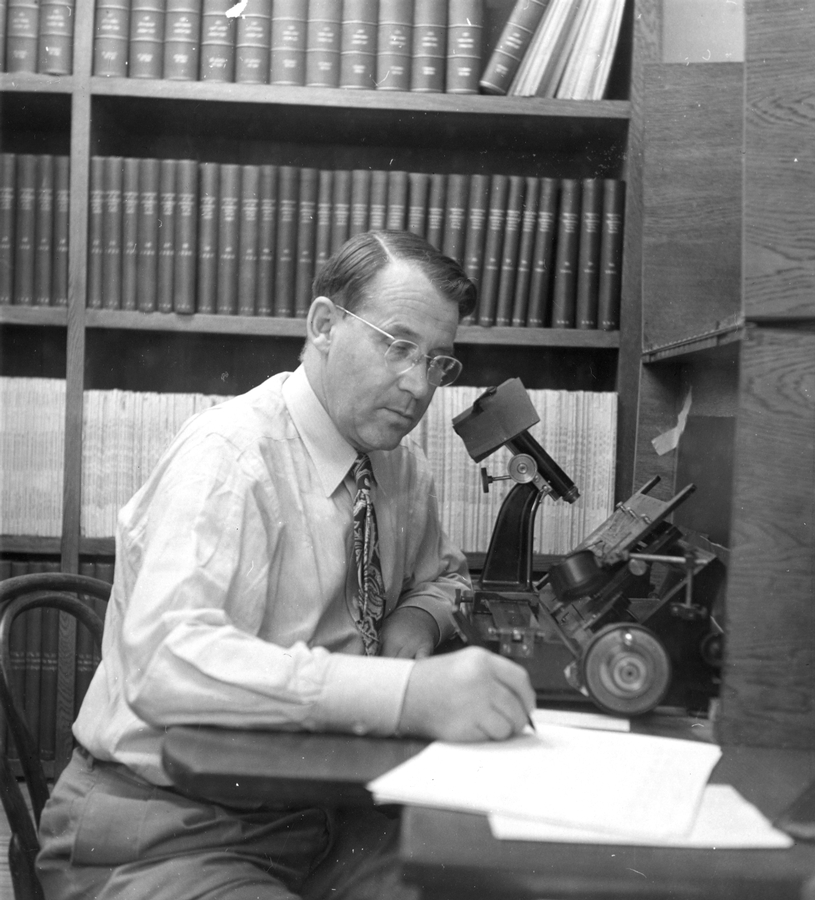
Paul Willard Merrill

Paul Willard Merrill (* 15. August 1887 in Minneapolis, Minnesota; † 19. Juli 1961) war ein US-amerikanischer Astronom.
Merrill erwarb seinen Doktorgrad an der University of California im Jahre 1913. Die meiste Zeit seines beruflichen Lebens verbrachte er am Mount-Wilson-Observatorium. 1952 endete diese Tätigkeit.
Sein Spezialgebiet war die Spektroskopie. Damit untersuchte er insbesondere langperiodische veränderliche Sterne und das interstellare Medium. Kurz vor Ende seiner beruflichen Karriere gelang es ihm, Technetium im veränderlichen Stern R Andromedae und anderen roten Veränderlichen zu entdecken. Da Technetium aufgrund der Isotopen keinen dauerhaften Bestand hat, musste es erst kürzlich in jedem der entdeckten Sterne, in denen es gefunden wird, produziert worden sein. Damit konnte er den Beweis des S-Prozesses der Nukleosynthese antreten.

## Ehrungen
Auszeichnungen
- Mitglied der National Academy of Sciences (1929)
- Mitglied der American Philosophical Society (1939)[1]
- Henry Draper Medal der National Academy of Sciences (1945)
- Bruce Medal der Astronomical Society of the Pacific (1946)
- Henry Norris Russell Lectureship der American Astronomical Society (1955)
- Mitglied der American Academy of Arts and Sciences (1958)

Nach ihm benannt
- Merrill-Krater auf dem Mond (1970)[2]
- Asteroid (11768) Merrill (2007)[3]